# Diplurodes decursaria
Diplurodes decursaria är en fjärilsart som beskrevs av Walker 1862. Diplurodes decursaria ingår i släktet Diplurodes och familjen mätare. Inga underarter finns listade i Catalogue of Life.